# Konstanty Radziwiłł

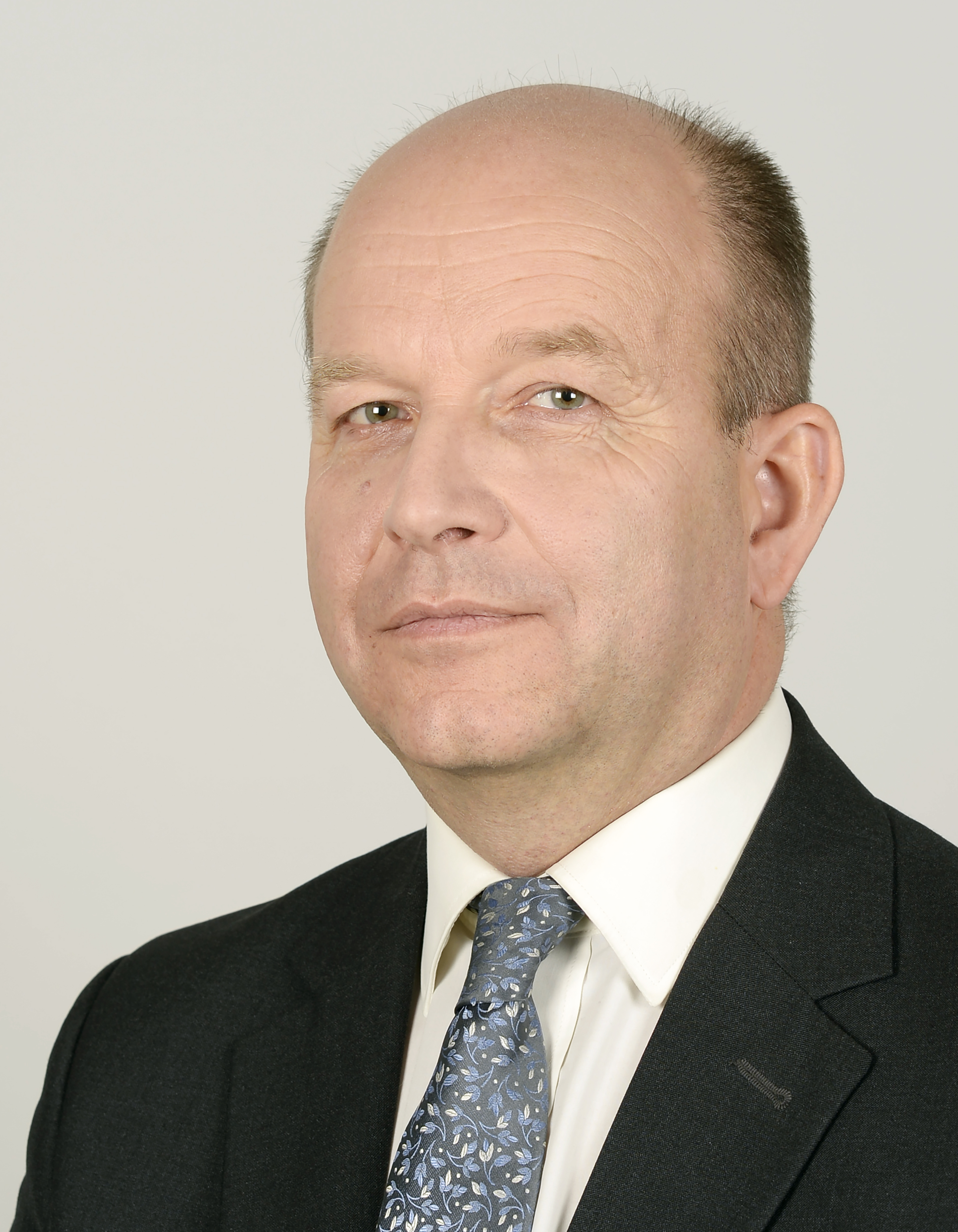
Konstanty Radziwiłł

Konstanty Radziwiłł (* 9. Januar 1958 in Breslau) ist ein polnischer Arzt, Doktor der Medizin, von 2001 bis 2010 Vorsitzender des Ärzterates, Senator der IX. Wahlperiode; zwischen 2015 und 2018 Gesundheitsminister in den Regierungen Szydło und Morawiecki und war von 2019 bis 2023 Woiwode von Masowien. Von 2023 bis 2024 war er Botschafter in Litauen.

## Leben
Im Jahr 1977 legte Radziwiłł am Tadeusz-Reytan-Gymnasium in Warschau die Reifeprüfung ab. Er studierte von 1977 bis 1983 an der Ärztefakultät. Daraufhin spezialisierte er sich in der Allgemeinmedizin (1993) und der Familienmedizin (1994). Radziwiłł beendete ein Aufbaustudium der Wirtschaftswissenschaft im Bereich Gesundheitswesen an der Universität Warschau, wie auch ein Aufbaustudium der Bioethik an der Kardinal-Stefan-Wyszyński-Universität Warschau. 2011 erreichte er am militärmedizinischen Institut den akademischen Grad Doktor der Medizin.
Radziwiłł war Vorsitzender des Unabhängigen Studentenverbandes an der medizinischen Akademie. Nach Ausrufung des Kriegsrechts war er in der Untergrundbewegung des Studentenverbandes tätig. Er war zudem Aktivist in der Oppositionsbewegung Ruch Wolność i Pokój (deutsch Bewegung für Freiheit und Frieden).
Nach seinem Studium in den Jahren 1983 und 1984 arbeitete er als AIP, später Allgemeinarzt. Bis 1989 im Rettungsdienst angestellt. Zwischen 1986 und 1991 war er Betriebsarzt. 1996 wurde er Eigentümer eines nicht-öffentlichen Gesundheitsbetriebes. Er lehrte an einer Warschauer Hochschule (2001–2003).
In der Warschauer Bezirksärztekammer und der Hauptärztekammer bekleidete er unterschiedliche Funktionen. Zwischen 2001 und 2010 Vorsitzender des Ärzterates und von 2010 bis 2012 Vorsitzender des ständigen Ausschusses europäischer Ärzte (Standing Committee of European Physicians (CPME)). Im Jahr 2010 wurde er in das Informationszentrum des Gesundheitswesens (polnisch Centrum Systemów Informacyjnych Ochrony Zdrowia) berufen. 2013 näherte er sich der Partei um Jarosław Gowin, der Polska Razem an.
Für die Parlamentswahl 2015 kandidierte Radziwiłł zum Senat von der Wahlliste der PiS (als Kandidat der Polska Razem).  Ihm gelang es für die IX. Wahlperiode ein Mandat zu erzielen. Am 16. November 2015 wurde Radziwiłł zum Gesundheitsminister im Kabinett Szydło (später Kabinett Morawiecki I) berufen und am 9. Januar 2018 demissioniert. Im Mai 2016 ist er der Prawo i Sprawiedliwość beigetreten.
Radziwiłł sorgte dafür dass, die Rezeptpflicht für die Pille danach wieder eingeführt wurde. Dazu sagte er im Radio, dies sei eine „ideologische Handlung“; es diene dem Schutz junger, polnischer Mädchen. Radziwiłł hält die Pille danach für so schädlich, er würde sie nicht einmal vergewaltigten Frauen verschreiben.

## Auszeichnungen
2004 erhielt er das Verdienstkreuz der Republik Polen, 2009 den Orden Polonia Restituta (Ritter) und ist Laureat des Hauptstadtpreises von Warschau.

## Familie
Radziwiłł entstammt der Fürstenfamilie Radziwiłł, ist Enkel von Konstanty Mikołaj Radziwiłł, Sohn von Albert Hieronim Radziwiłł und Anna Maria Czartoryska; Bruder von Maciej Radziwiłł.
Er ist verheiratet und hat acht Kinder, je vier Söhne und Töchter.